# Orléans (Bas-Canada)
Pour les articles homonymes, voir Orléans (homonymie).
Orléans est un district électoral de la Chambre d'assemblée du Bas-Canada ayant existé de 1792 à 1838.

## Histoire
Son territoire correspond à celui de l'Île d'Orléans. Orléans est l'un des 27 districts électoraux instaurés lors de la création du Bas-Canada par l'Acte constitutionnel de 1791. Un second siège est attribué au district en 1830. Il est suspendu de 1838 à 1841 en raison de la Rébellion des Patriotes. À partir de 1841, le district est conservé au sein du Parlement de la province du Canada. À partir de 1841, le district est fusionné avec Montmorency au sein du Parlement de la province du Canada.

## Liste des députés

### Siègeno1
| Années | Années      | Député                   | Parti       |
| ------ | ----------- | ------------------------ | ----------- |
|        | 1792 - 1796 | Nicolas-Gaspard Boisseau | Canadien    |
|        | 1796 - 1800 | Jérôme Martineau         | Canadien    |
|        | 1800 - 1804 | Jérôme Martineau         | Indépendant |
|        | 1804 - 1808 | Jérôme Martineau         | Canadien    |
|        | 1808 - 1809 | Jérôme Martineau         | Indépendant |
|        | 1809 - 1809 | Jérôme Martineau         | Indépendant |
|        | 1810 - 1814 | Charles Blouin           | Canadien    |
|        | 1814 - 1816 | Charles Blouin           | Canadien    |
|        | 1816 - 1820 | Charles Blouin           | Canadien    |
|        | 1820 - 1820 | François Quirouet        | Canadien    |
|        | 1820 - 1824 | François Quirouet        | Canadien    |
|        | 1824 - 1827 | François Quirouet        | Canadien    |
|        | 1827 - 1830 | François Quirouet        | Indépendant |
|        | 1830 - 1833 | François Quirouet        | Indépendant |
|        | 1834 - 1834 | Alexis Godbout           | Patriote    |
|        | 1834 - 1838 | Alexis Godbout           | Indépendant |

### Siègeno2
| Années | Années      | Député               | Parti    |
| ------ | ----------- | -------------------- | -------- |
|        | 1830 - 1834 | Jean-Baptiste Cazeau | Patriote |
|        | 1834 - 1838 | Jean-Baptiste Cazeau | Patriote |